# Dunningen (Allemagne)
Pour les articles homonymes, voir Dunningen.
Dunningen est une commune de Bade-Wurtemberg (Allemagne), située dans l'arrondissement de Rottweil, dans le district de Fribourg-en-Brisgau. Dunningen est situé entre les villes de Rottweil et de Schramberg.